# Ерміна (тропічний шторм, 2022)
Тропічний шторм «Ерміна» (англ. Tropical Storm Hermine)  – швидкоплинний тропічний циклон, який утворився на далекому сході тропічної частини Атлантичного океану та приніс рекордні дощі на канарські острови у вересні 2022 року.
Численні судна мігрантів, що пливли із Західної Сахари до Канарських островів, зіткнулися з сильним штормом. 24 і 25 вересня було врятовано понад 100 людей, багато інших, можливо, зникли безвісти. Один човен з 34 людьми потонув під час шторму; лише одна людина вижила і була врятована після дев’ятиденного дрейфу в морі. Тропічний шторм приніс історичну кількість опадів на Канарські острови протягом трьох днів. Накопичення досягло 345 мм (13,6 дюймів) у Ла-Пальмі, що більш ніж у 20 разів перевищує нормальну кількість опадів у вересні. У багатьох регіонах повідомлялося про понад 100 мм (3,9 дюйма) дощу протягом усього заходу. Величезні опади значно порушили авіасполучення та пошкодили дороги через архіпелаг. Багато будівель постраждали від повені, а загальний збиток перевищив 10 мільйонів євро (9,8 мільйона доларів США). Приблизно 3000 клієнтів втратили електроенергію, у деяких регіонах відновлення роботи тривало до п’яти днів. Проте мешканці повідомили, що відключення тривали довше, ніж було заявлено, причому станом на 4 жовтня в одній громаді люди досі залишалося. Очікувалося, що ремонт доріг триватиме щонайменше п’ять місяців.

## Метеорологічна історія

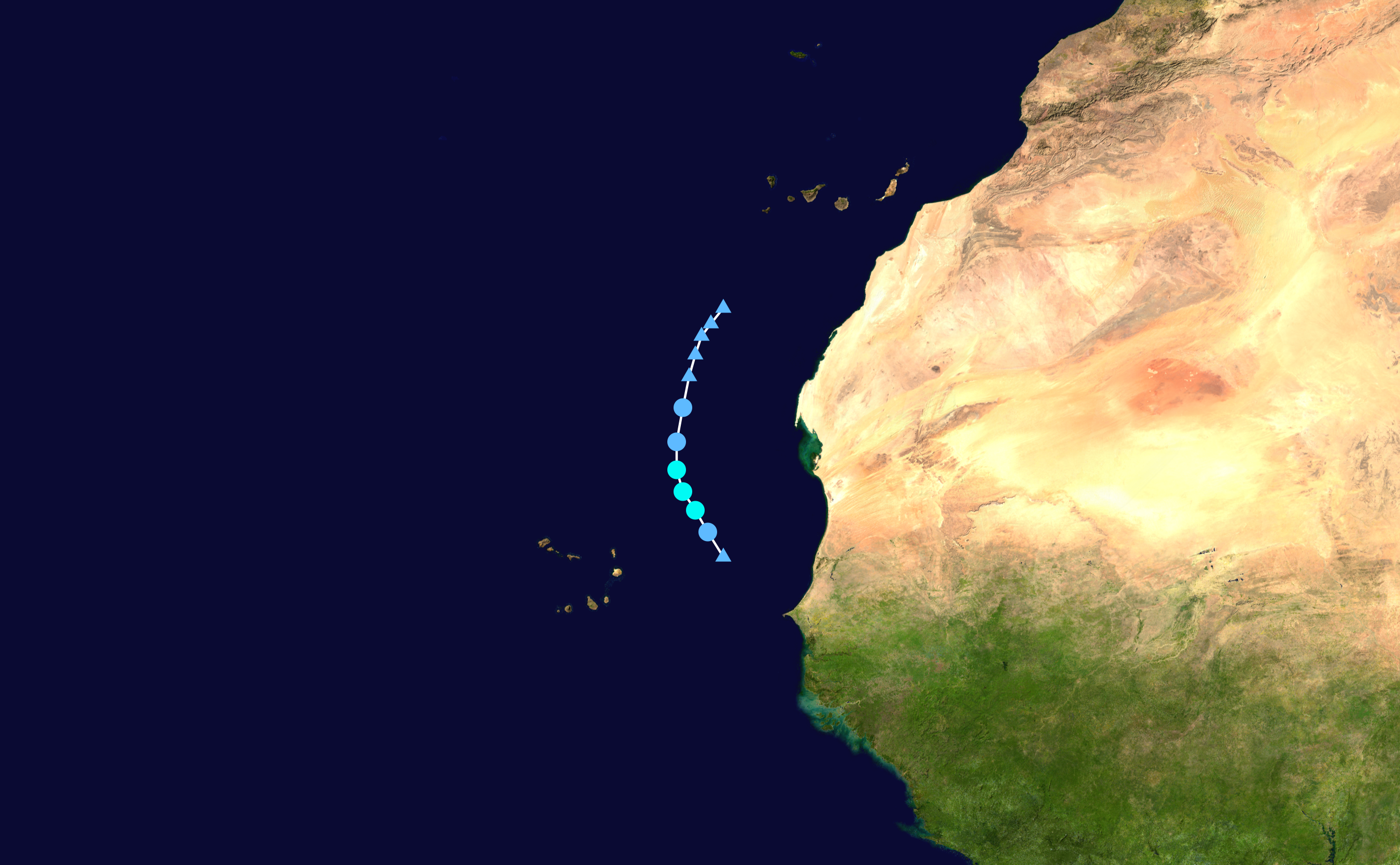
Траєкторія руху Тропічного шторму Ерміна

20 вересня 2022 року Національний центр спостереження за ураганами почав моніторинг тропічної хвилі над Західною Африкою на предмет можливого тропічного циклогенезу.  Рухаючись на захід, 22 вересня хвиля зрештою увійшла в східну частину Атлантичного океану. За сприятливих умов навколишнього середовища, включаючи високу температуру поверхні моря, очікувався стабільний розвиток. Систему супроводжувала розсіяна конвекція, частково інтенсивна. Широка область низького тиску консолідувалася в межах цієї хвилі рано 23 вересня Протягом дня конвекція організувалася у вигляді смуг, а центр низьких рівнів став чіткішим. У світлі посилення організації NHC класифікував систему як Десяту тропічну депресію о 15:00 UTC з центром циклону в 491 км (305 миль) на схід-північний схід від островів Кабо-Верде. Приблизно в цей час авіаційна розвідка NASA 's Convective Processes Experiment-Cabo Verde зафіксувала центральний тиск 1003 гПа (29,62 дюйма рт. ст.). Спалах конвекції на східній стороні циклону сигналізував про посилення депресії в тропічний шторм пізно ввечері 23 вересня. Після досягнення штормового вітру було присвоєно йому назву Герміна. Його максимальна швидкість вітру досягла 64 км/год (40 миль/год) (65 км/год), а тиск впав до 1002 гПа (29,59 дюйма рт. ст.).
Помірне тепло води та помірний зсув вітру дали Гермін обмежений час для посилення перед тим, як 24 вересня перейти у все більш вороже середовище. Не зумівши посилитися, тропічний шторм швидко зазнав посилення зсуву вітру. Його поверхнева циркуляція все більше відділялася на захід-південний захід від первинної конвекції. До 21:00 UTC Герміне перетворився на тропічну западину, уся конвекція якої залишилася далеко на північний схід над Канарськими островами. ]До першої половини 25 вересня структура шторму ще більше погіршилася, її циркуляція стала подовженою. Сильний зсув вітру понад 75 км/год (47 миль/год) і сухе, стабільне повітря із Сахари, перешкоджали реорганізації конвекції, і циклон переродився в залишковий мінімум до 09:00 UTC. Північна траєкторія системи змістилася на захід наступного дня, коли на її півночі з’явився хребет. Пізніше залишки шторму перетворилися в подовжену западину низького тиску до 27 вересня. Востаннє жолоб був помічений пізніше того ж дня значно на захід-південний захід від Канарських островів.
Утворення циклону на північний-схід від Кабо-Верде є незвичайним, лише кілька зареєстрованих випадків у базі даних атлантичних ураганів датуються 1851 роком. За даними Інституту ураганів, сліди та вплив Ерміне на Канарських островах вважаються безпрецедентними. Океанографія та глобальні зміни та Держметагентство. Однак його зв'язок зі зміною клімату встановити не вдалося. Числове моделювання зміни клімату, проведене Інститутом зміни клімату при Університеті штату Мен, показує, що умови навколишнього середовища ставатимуть все більш несприятливими для тропічних циклонів навколо Канарських островів у світі, що потеплішає.

## Підготовка та наслідки

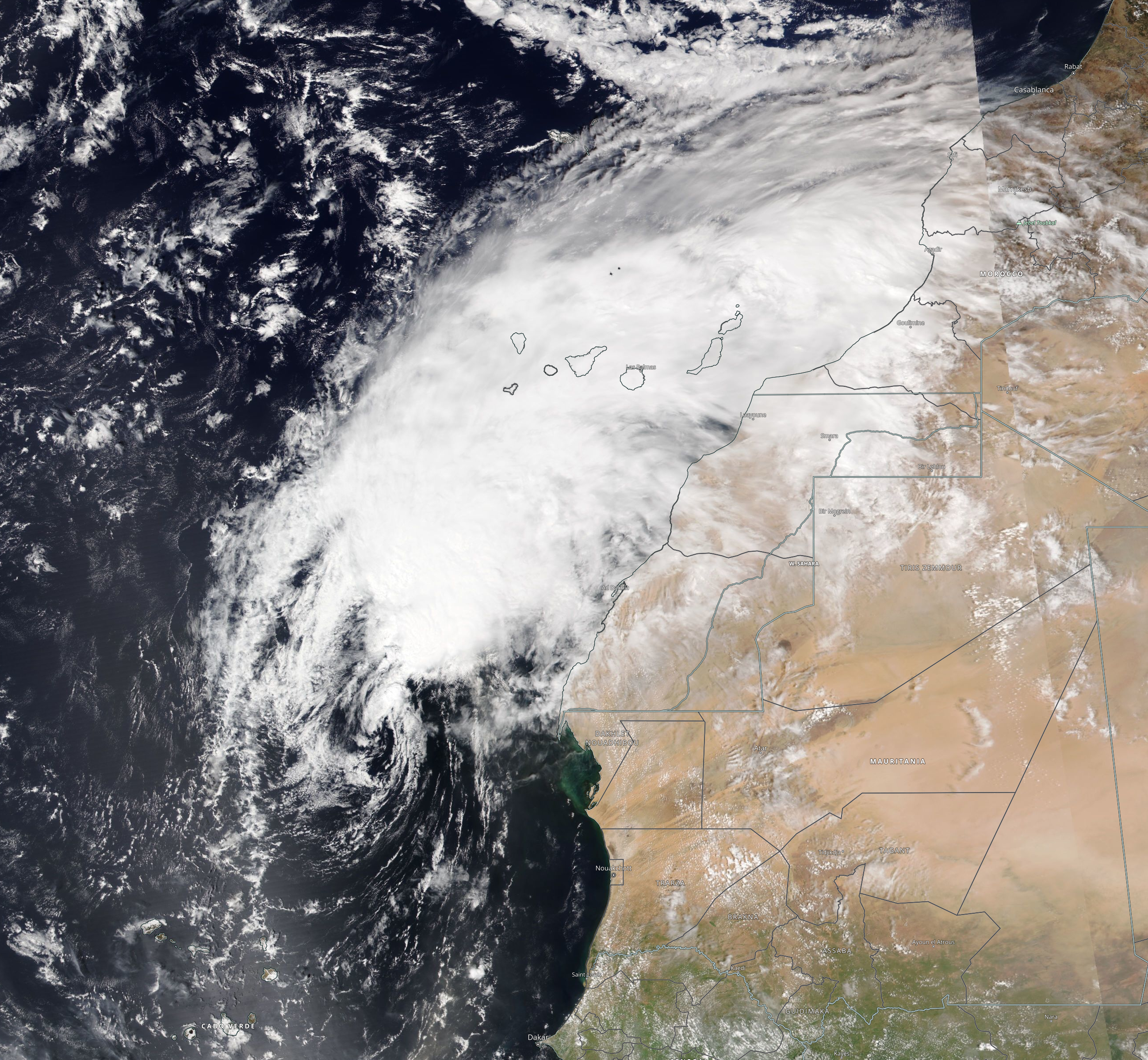
Сильний зсув вітру перемістив основну частину конвекції тропічного шторму Герміне (фото 25 вересня) на північний схід від центру циркуляції, що призвело до тривалого періоду сильних опадів на Канарських островах.

Генеральне управління метеорології Марокко опублікувало попередження про сильний дощ, який розпочнеться 24 і 25 вересня. Опади були відносно невеликими, але виявилися корисними для фермерів, які почали збирання осінніх культур.

### Канарські острови
В очікуванні сильних дощів екстрені служби на Канарських островах активували плани на випадок надзвичайних ситуацій, щоб забезпечити громадську безпеку. 24 вересня уряд опублікував найвищий рівень попередження щодо сильних дощів, вітру та повені. На відміну від останнього тропічного циклону, що вплинув на архіпелаг, тропічного шторму «Дельта» у 2005 році, який завдав значної шкоди вітром, основною загрозою були опади. Загальна кількість опадів за триденний період, за прогнозами, становитиме від 10 до 15 разів більше звичайної місячної кількості опадів у вересні. Школи на Канарських островах були закриті до 26 вересня На Тенеріфе Департамент доріг направив 125 працівників для проведення вибіркових перевірок і усунення інцидентів, як тільки про них повідомлялося. Безперервний дощ і низька видимість спонукали «Binter Canarias» скасувати всі рейси на Тенеріфе, Ла-Гомера, Ель-Ієрро та Ла-Пальма та з них 25 вересня. Євроконтроль тимчасово запровадив політику нульової ставки. Загалом 850 рейсів було зірвано протягом усього шторму.
«Історичні» опади вплинули на архіпелаг протягом трьох днів, що призвело до того, що на Канарських островах спостерігався найвологіший вересень за всю історію спостережень. Найбільші загальні показники спостерігалися на Ла-Пальма, де за один день випало 345 мм (13,6 дюйма); це стало найбільшою одноденною кількістю опадів на Канарських островах. Це більш ніж у 20 разів перевищує нормальну кількість опадів у вересні. Метеорологічні записи сягають 106 років назад. Серйозні опади почалися 24 вересня, причому найбільша їх кількість випала в гірських районах. Того дня в Лас-Каньядас-дель-Тейде випало 70 мм (2,8 дюйма) дощу. Загальна кількість опадів о Аеропорт Тенеріфе Північний – Сьюдад-де-Ла-Лагуна досяг 100 мм (3,9 дюйма) лише 25 вересня. На сході Лансароте випало 48 мм (1,9 дюйма) опадів, майже половина річної кількості опадів. Накопичення на Фуертевентурі досягло 60 мм (2,4 дюйма), потроївши попередній рекорд за весь вересень.
Повідомлялося про майже 2300 інцидентів по всьому архіпелагу: 716 через відключення електроенергії, 690 через зсуви та перекриття доріг і 648 через повені. З цих повідомлень близько 75 відсотків були в провінції Лас-Пальмас. Приблизно 3000 клієнтів Endesa залишилися без світла. Більшість відключень електроенергії сталася в Лас-Пальмасі, Сан-Бартоломе-де-Тірахані, Тельде та Гран-Канарії. Зсуви ґрунту зробили дороги непроїзними, каналізаційні стоки переповнилися, а населені пункти постраждали від повені. Деякі дороги були розмиті, на них були зруйновані підпірні стіни або інші пошкодження. З 1081 школи на Канарських островах 192 зазнали пошкоджень — головним чином через витік води та повені — і 24 з них зазнали серйозних пошкоджень. Проте всі школи були відкриті 27 вересня. П’ятдесят людей потребували евакуації в Сан-Бартоломе-де-Тірахана. Збиток на Гран-Канарії оцінюється в 10 мільйонів євро (9,8 мільйона доларів США), більшість з яких завдано дорожній інфраструктурі. Байдарочника оштрафували за незаконний вихід на вулицю під час шторму в Санта-Лусія-де-Тірахана, а кільком туристам і аквалангістам наказали повернутися додому. У Санта-Крус-де-Тенеріфе вісім будинків були затоплені, і чотирьом бездомним знадобилося допомога. На території також обвалився дах покинутого будинку.